# أوبونتو جنوم
أوبونتو جنوم (بالإنجليزية: Ubuntu GNOME)، وعرفت مسبقًا باسم أوبونتو جنوم ريمكس (بالإنجليزية: Ubuntu GNOME Remix) هي توزيعة لينكس ملغية. كانت التوزيعة اشتقاقًا رسميًا لأوبونتو منذ 2013، لكنها كانت تستخدم واجهة جنوم 3 بدلًا من يونتي المستخدمة في أوبونتو حينها.
تم إلغاء التوزيعة في الإصدار 17.04، بعد أن قامت توزيعة أوبونتو بإنهاء تطوير واجهة يونتي، والانتقال لجنوم بشكل افتراضي.